# Stazione di Candia Lomellina
Stazione di Candia Lomellina vasútállomás Olaszországban, Lombardia régióban, Candia Lomellina településen.

## Vasútvonalak
Az állomást az alábbi vasútvonalak érintik:
- Castagnole-Asti-Mortara-vasútvonal

## Kapcsolódó állomások
A vasútállomáshoz az alábbi állomások vannak a legközelebb:
- Stazione di Cozzo
- Stazione di Terrasa